# Pristimantis chiastonotus
Pristimantis chiastonotus är en groddjursart som först beskrevs av Lynch och Marinus S. Hoogmoed 1977.  Pristimantis chiastonotus ingår i släktet Pristimantis och familjen Strabomantidae. IUCN kategoriserar arten globalt som livskraftig. Inga underarter finns listade i Catalogue of Life.